# Општина Летка (Салаж)
Летка (рум. Letca) општина је у Румунији у округу Салаж.
Oпштина се налази на надморској висини од 344 m.